# Renata Polverini

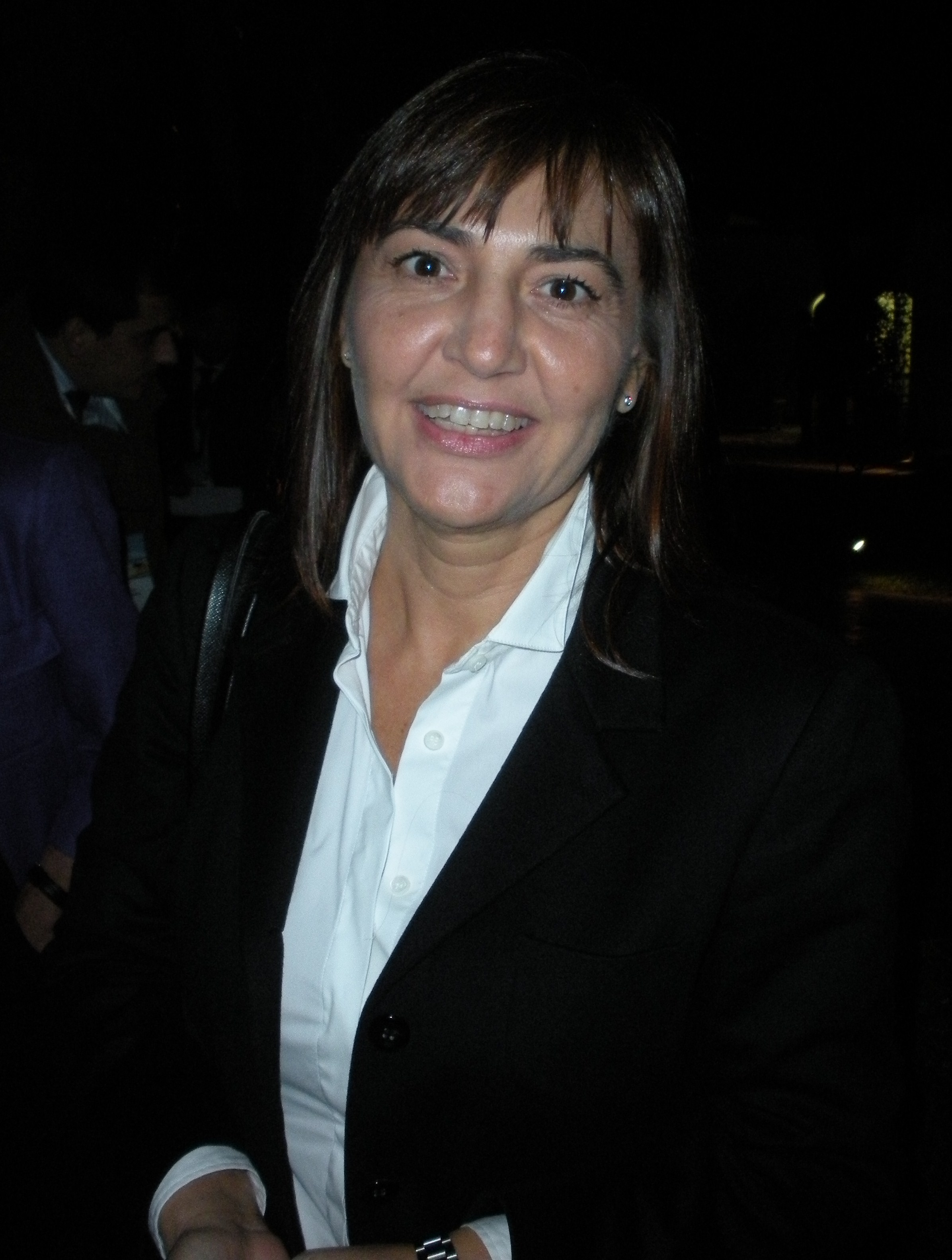
Renata Polverini (2009)

Renata Polverini (* 14. Mai 1962 in Rom) ist eine italienische Politikerin (Forza Italia) und ehemalige Gewerkschaftsfunktionärin. Von 2010 bis 2013 war sie Präsidentin der Region Latium und von 2013 bis 2022 Mitglied der italienischen Abgeordnetenkammer. Zuvor war sie von 2006 bis 2010 Generalsekretärin der Gewerkschaft Unione Generale del Lavoro (UGL).

## Leben
Polverini ist gelernte Buchhalterin und trat früh der rechtsgerichteten Gewerkschaft Confederazione Italiana Sindacati Nazionali dei Lavoratori (CISNAL) bei. Diese benannte sich 1996 in Unione Generale del Lavoro (UGL) um, im selben Jahr wurde Polverini Verantwortliche für europäische und internationale Beziehungen der Gewerkschaft. Ab 1998 war sie Vertreterin der UGL im Europäischen Wirtschafts- und Sozialausschuss. Sie wurde 1999 zur stellvertretenden Generalsekretärin gewählt. Von 2006 bis 2010 war sie Generalsekretärin der UGL und damit die erste Frau an der Spitze eines italienischen Gewerkschaftsbundes.
Als Spitzenkandidatin des Mitte-rechts-Bündnisses aus Silvio Berlusconis Regierungspartei Il Popolo della Libertà (PdL), Unione di Centro (UdC) und La Destra wurde sie im März 2010 zur Präsidentin der Region Latium gewählt und löste in dieser Position Piero Marrazzo ab. Auch in diesem Amt war Polverini die erste Frau. Ihr Regierungsversprechen war, die Ausgaben der Regionalregierung deutlich zu reduzieren; stattdessen stiegen diese aber im Verlauf ihrer Amtszeit weiter an. Am 24. September 2012 trat Renata Polverini als Regionspräsidentin zurück. Damit zog sie die Konsequenzen aus einem Korruptionsskandal, in den mehrere Mitglieder der PdL-Regionalfraktion verwickelt waren. Unter anderem soll Franco Fiorito, Fraktionschef der Partei im Regionalrat, der Fraktion zustehende Gelder für persönliche Zwecke missbraucht haben. Polverini übernahm mit ihrem Rücktritt die politische Verantwortung, sah sich selbst aber ohne Schuld. Sie blieb jedoch bis zu den vorgezogenen Neuwahlen am 24. und 25. Februar 2013, die das Mitte-links-Bündnis unter Nicola Zingaretti gewann, geschäftsführend im Amt.
Bei den gleichzeitig stattfindenden Parlamentswahlen kandidierte Polverini auf einem sicheren Listenplatz des PdL für die Abgeordnetenkammer. Nach der Spaltung des PdL im November 2013 war sie Fraktionsmitglied der Forza Italia (FI). Sie gehörte dem Ausschuss für Arbeitspolitik an, war von 2013 bis 2015 dessen stellvertretende Vorsitzende, anschließend Sprecherin der FI-Fraktion in diesem Ausschuss. Nach ihrer Wiederwahl 2018 war sie erneut stellvertretende Vorsitzende des Arbeitsausschusses.
Im Januar 2021 sprach Polverini der Regierung Conte II – entgegen der Parteilinie von Forza Italia – das Vertrauen aus, was sie als „Akt der Verantwortung“ bezeichnete. Anschließend trat sie aus der Partei Forza Italia aus und wechselte in die „gemischte Gruppe“ fraktionsloser Abgeordneter. Schon im Mai 2021 kehrte sie aber in die Forza-Italia-Fraktion zurück. Bei der Parlamentswahl im September 2022 trat sie nicht mehr an und schied infolgedessen aus der Abgeordnetenkammer aus. Sie kandidierte zur Europawahl 2024 auf der Liste der Forza Italia, erhielt aber nicht genug Stimmen für den Einzug ins Europäische Parlament.